# Scytinostroma
Scytinostroma là một chi nấm thuộc họ Lachnocladiaceae. Chi có 32 loài phân bố rộng khắp.